# Уэлские часы

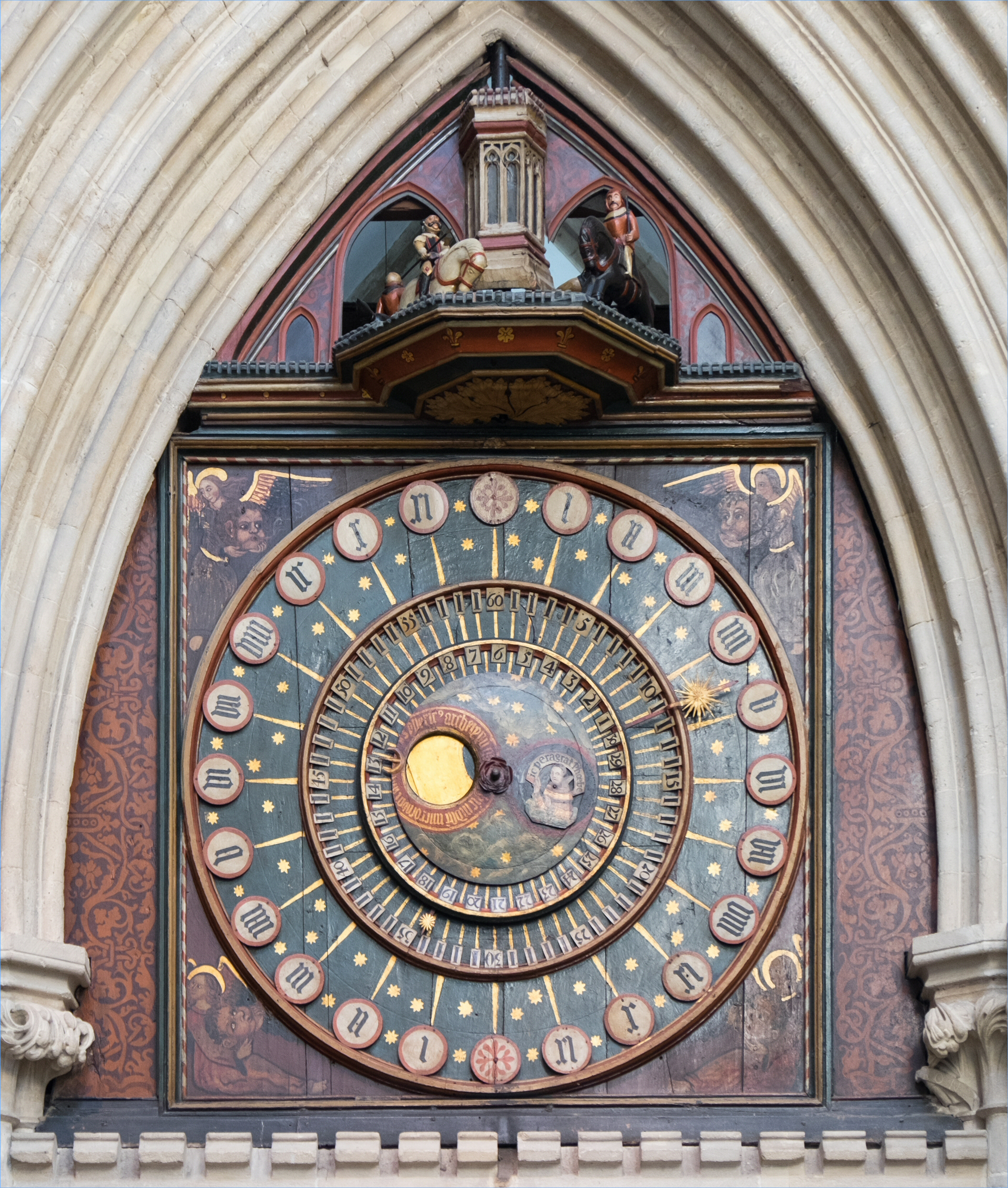
Внутренний циферблат

Уэлские соборные часы — средневековые астрономические часы, расположенные в северном трансепте Уэлского собора. Входят в число известных западноанглийских часов XIV—XVI веков. Оригинальный механизм, который датируется 1386—1392 годами, экспонируется в действии в Музее науки в Лондоне. Внутренний циферблат часов иллюстрирует геоцентрическую модель мира.
Второй циферблат расположен снаружи и приводится в действие от того же самого механизма и восходит к XIV или XV веку, но многократно реставрировался.

## Описание

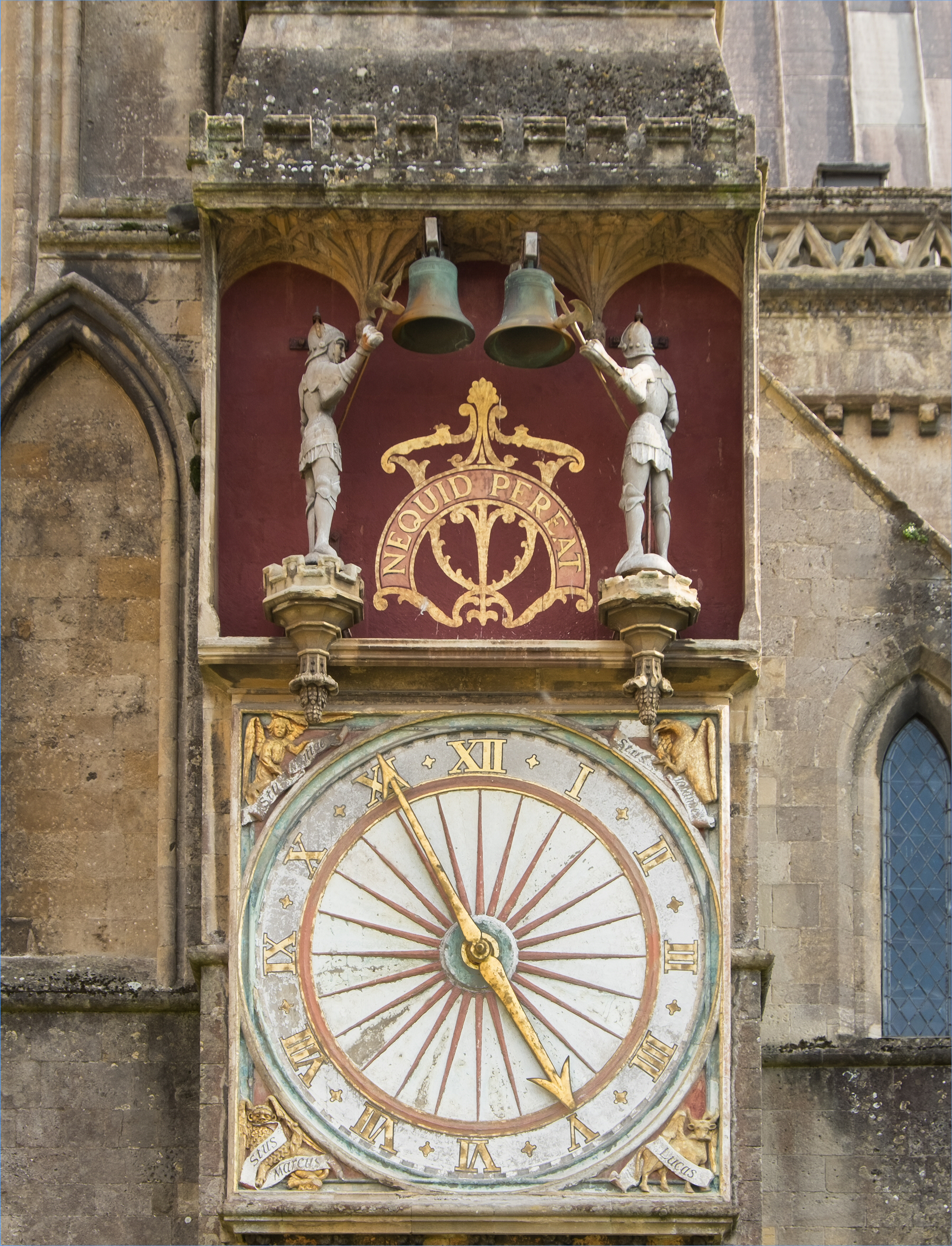
Внешний циферблат

Геоцентрический циферблат представляет на фоне звёздного неба движение Солнца в виде большой позолоченной звезды на внешнем круге с 24-мя часовыми делениями, обозначенными римскими цифрами от I до XII двукратно. Полдень как момент кульминации Солнца на небе расположен на циферблате сверху.
По углам четыре ангела представляют четыре основных направления ветра, которые приводят мир в движение.
Минуты указывает небольшая звезда на втором снаружи кольце.
Во внутреннем кольце обращается Луна в виде чёрно-белого диска, показывающего фазы. Указатель направлен на день лунного месяца. Вокруг указателя фазы надпись лат. sphericus archetypum globus hic monstrat microcosmum — «сии архетипические сферы мира показывают микрокосм». Специалист по средневековым церковным часам Роберт Пикерсгилл Ховгрейв-Грэм предполагает, что в надписи очевидная ошибка, и должно быть «макрокосм». Против диска Луны на острие подвешено изображение-неваляшка титаниды Фебы с подписью лат. Sic peragrat Phobe — «так движется Феба».
В центре циферблата в виде шарика представлена Земля с облаками.
Над внутренним циферблатом балкончик, по которому каждую четверть часа проезжают две фигуры рыцарей, имитирующие поединок.
Внешний циферблат обычный 12-часовой с двумя стрелками. По углам его изображены 4 евангелиста, над циферблатом — жакамар из двух фигур солдат, бьющих в два колокола алебардами.

## История
Упоминания часов в Уэлском соборе датируются первой половиной XIV века. Известна запись об оплате часовщику за 1392—1393 годы.
В 1388 году епископ Ральф Эргам переехал из Солсбери в Уэлс. За время своего епископата в Солсбери (1375—1388) он устроил там часы в 1386 году, и возможно, взял часовщика с собой. Уэлские и Солсберийские часы конструктивно чрезвычайно схожи, только Уэлские кажутся несколько более усовершенствованными вследствие накопленного опыта. К примеру, механизм боя в Уэлских часах действует двойным рычагом, что более надёжно, чем в Солсберийских. Предположение, что и Уэлские, и Солсберийские часы относятся к одной и той же эпохе, вполне правдоподобно, но абсолютная датировка обоих механизмов XIV веком оспаривается, о чём можно прочесть в статье о Солсберийских часах. Документально известно только о плате часовщику в 1392—1393 годах, но не о деталях механизма.
Антикварий XVI века Джон Леланд считал, что часы в Гластонберийском аббатстве (всего в шести милях от Уэлса) изготовил тамошний монах Питер Лайтфут, а хронист монастыря Джон из Гластона записал «большие часы, примечательные целыми представлениями из движущихся фигур». Источник 1828 года утверждает, что «после Реформации часы из Гластонберийского аббатства перенесли на их нынешнее место в Уэлский собор». Лайтфуту приписывают и часы в Уимборн-минстере и Эксетерском соборе. Позднейшие исследователи полагают, что Питер Лайтфут изготовил часы специально для Уэлского собора после того, как сделал гластонберийские.
В XVII веке часы были переделаны с билянцевого на маятниковый спуск с анкером. В 1884 году изготовлен новый механизм, а средневековый передан Музею науки в Лондоне.
В августе 2010 года завершилась традиция заводить часы вручную, потому что их хранитель Пол Фишер вышел на пенсию, и для заводки механизма был установлен электромотор.